# Santuário de Nossa Senhora do Esplendor
O Santuário de Nossa Senhora do Esplendor (em italiano:  Santuario della Madonna dello Splendore) é uma igreja católica localizada em Giulianova, comuna da Itália, na Província de Téramo e Diocese de Teramo-Atri.

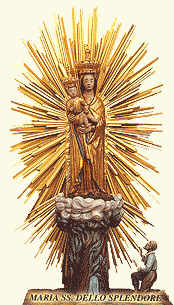
A estátua em madeira de Nossa Senhora do Esplendor

## História
Em 1559, na periferia de Giulianova, os Capuchinhos receberam, em doação da família Acquaviva, um terreno para construir uma igreja dedicada a são Michele Arcanjo, onde hoje acha-se a "Casa de Maria Imaculada".
O santuário foi construído no lugar da aparição da Virgem em 22 de abril de 1557. 
Em 7 de março de 1927 foi comprado um local ao lado do santuário e, em 28 de agosto seguinte, foi colocada a primeira pedra do novo mosteiro, que em 1938 virou a sé do Liceu Classico, até 1965. Nos anos 1968 a 1971, o mosteiro hospedou um pequeno seminário seráfico.
Foram feitas grandes obras entre os anos de 1990 e 2000, reservando aos Capuchinhos alguns ambientes. Eles mesmos reformaram os andares superiores para colocar a sé do Museu de Arte de Esplendor, e o velho depósito de madeira virou a biblioteca do mosteiro. Ao longo da Via Bertolino foi instalada uma monumental Via Crúcis em bronze, do artista Ubaldo Ferretti; em 2001 foi substituído o antigo órgão por um mais monumental, construído por A. Girotta.

## Estrutura
A igreja, em forma de uma cruz latina, está decorada com grandes pinturas feitas em 1954 por Alfonso Tentarelli de acordo com o projeto do padre João Lerario; há uma estátua de madeira de autor desconhecido da Madonna dello Splendore. Em 15 de agosto de 1914, uma coroa de prata dourada, feita pela família Migliori, foi colocada na cabeça da Virgem. Por volta de 1950, a estátua foi decorada com raios, símbolo de luz divina e colocada acima de um tronco de árvore para lembrar a oliveira em que apareceu em 1557.
Na sacristia há uma pintura notável da Virgem e do Menino em Glória com os santos Pedro, Paulo, Dorothy e Francisco, do século XVI, de Paolo Veronese.
A água milagrosa foi canalizada e recolhida em uma fonte nos jardins do convento, onde um pequeno templo foi construído com mosaicos do Antigo e do Novo Testamento. A área de recepção é dominada por uma grande estátua de bronze de Cristo, com a inscrição "EGO SUM VIA VERITAS ET VITA" (Eu sou o caminho, a verdade e a vida).

## Outras imagens

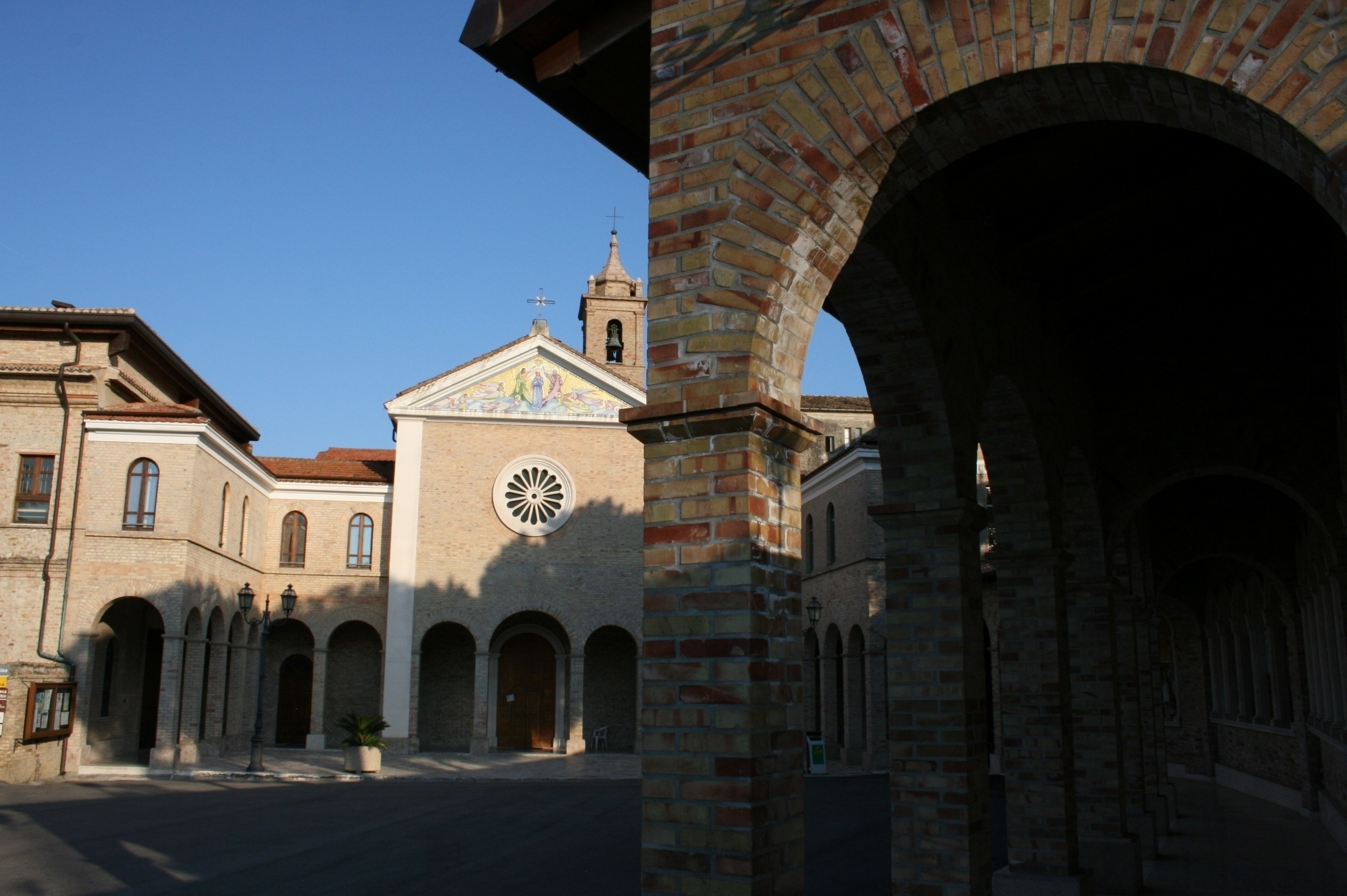
Praça do Santuário
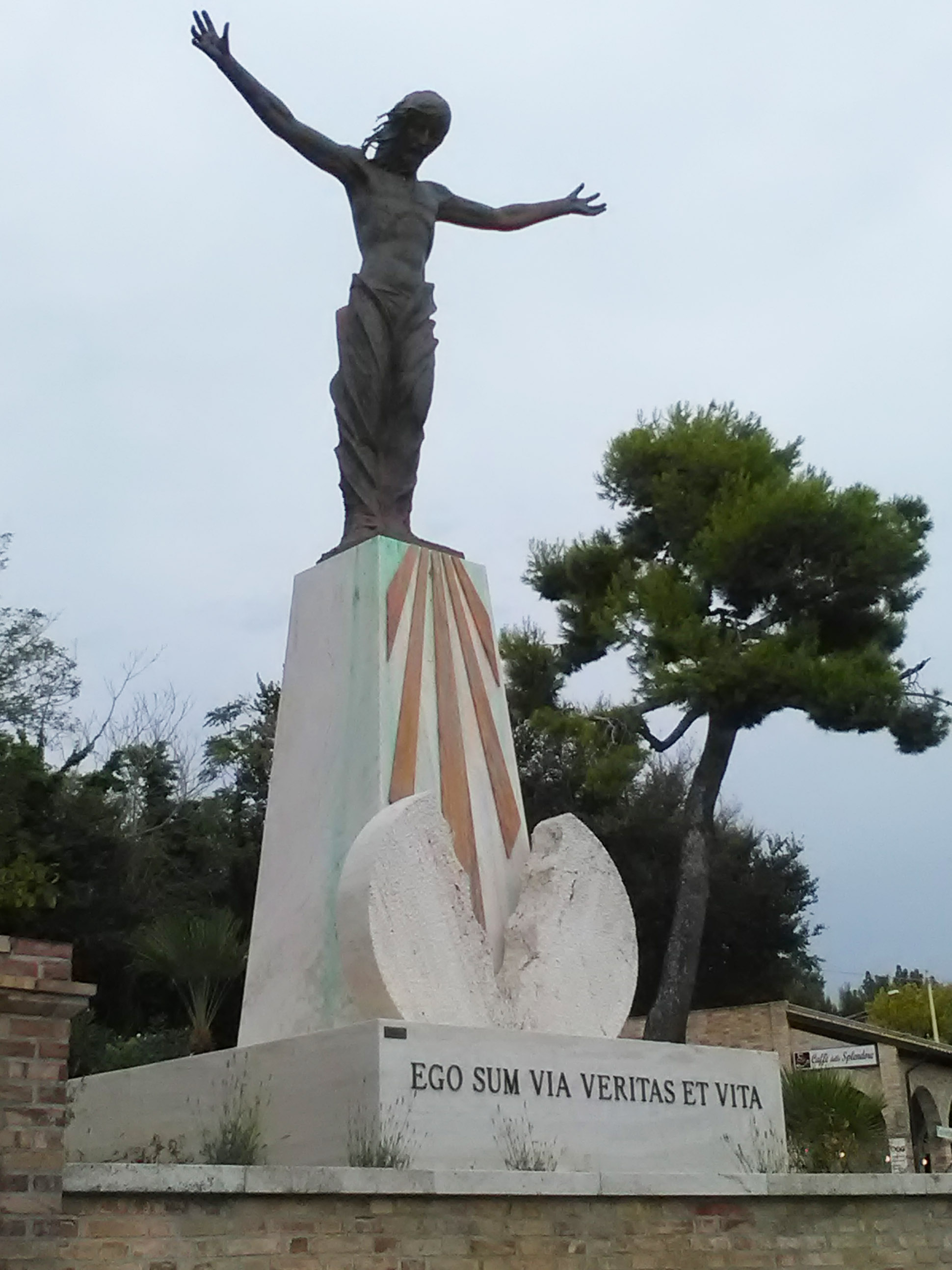
A estátua em bronze de Jesus, na praça di Santuário
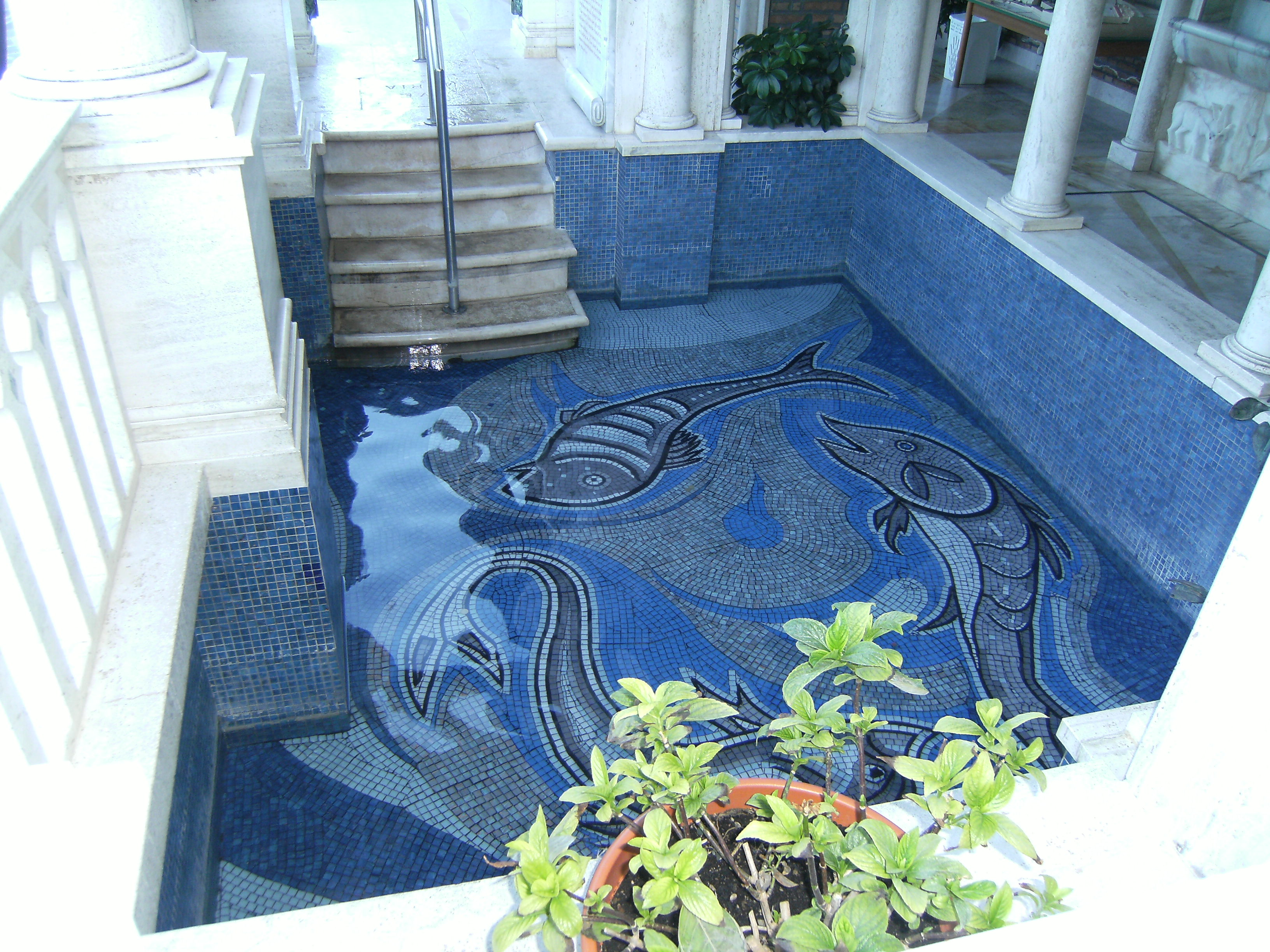
A fonte de água milagrosa
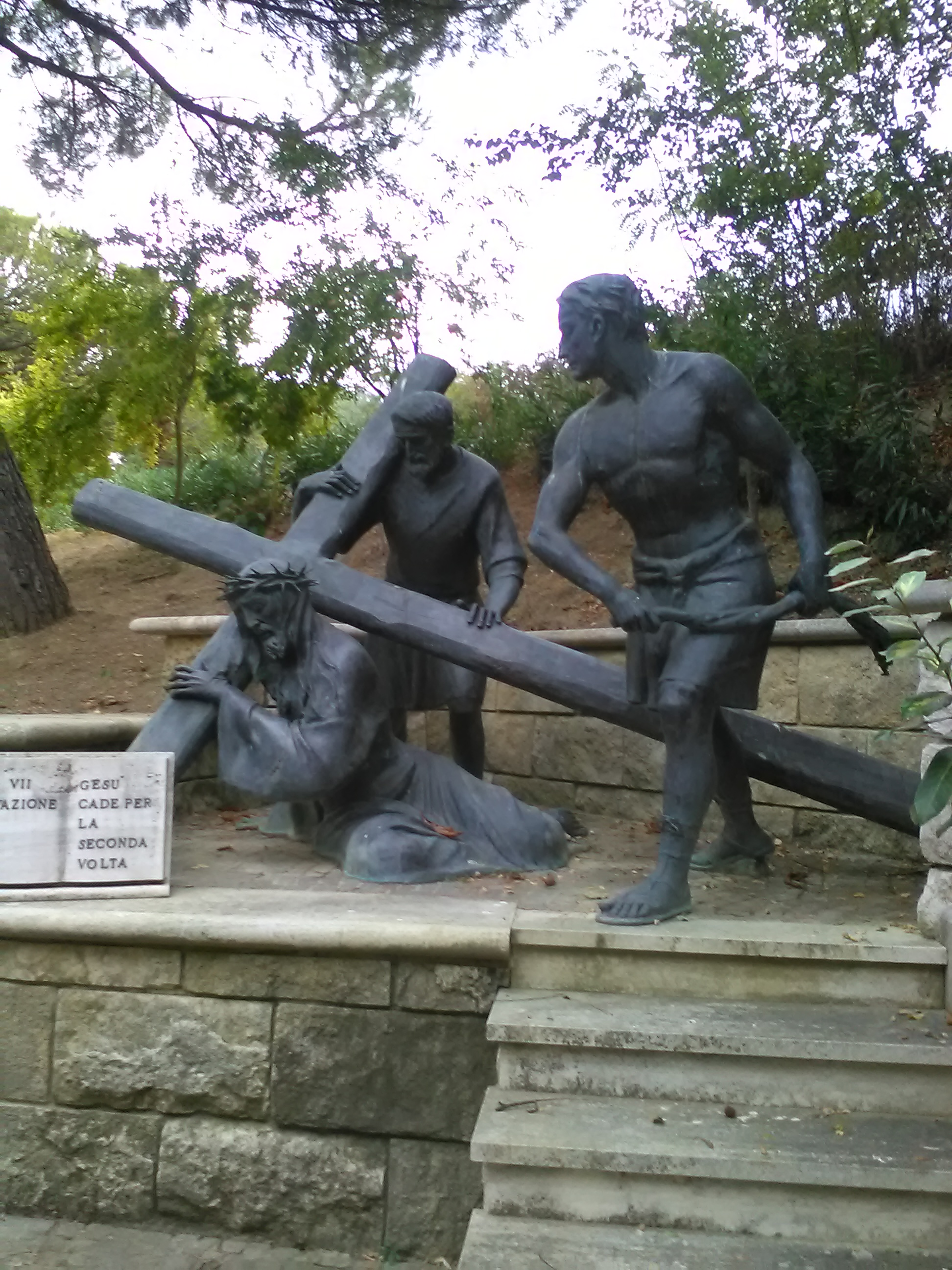
A 7a estação da Via Crúcis em bronze
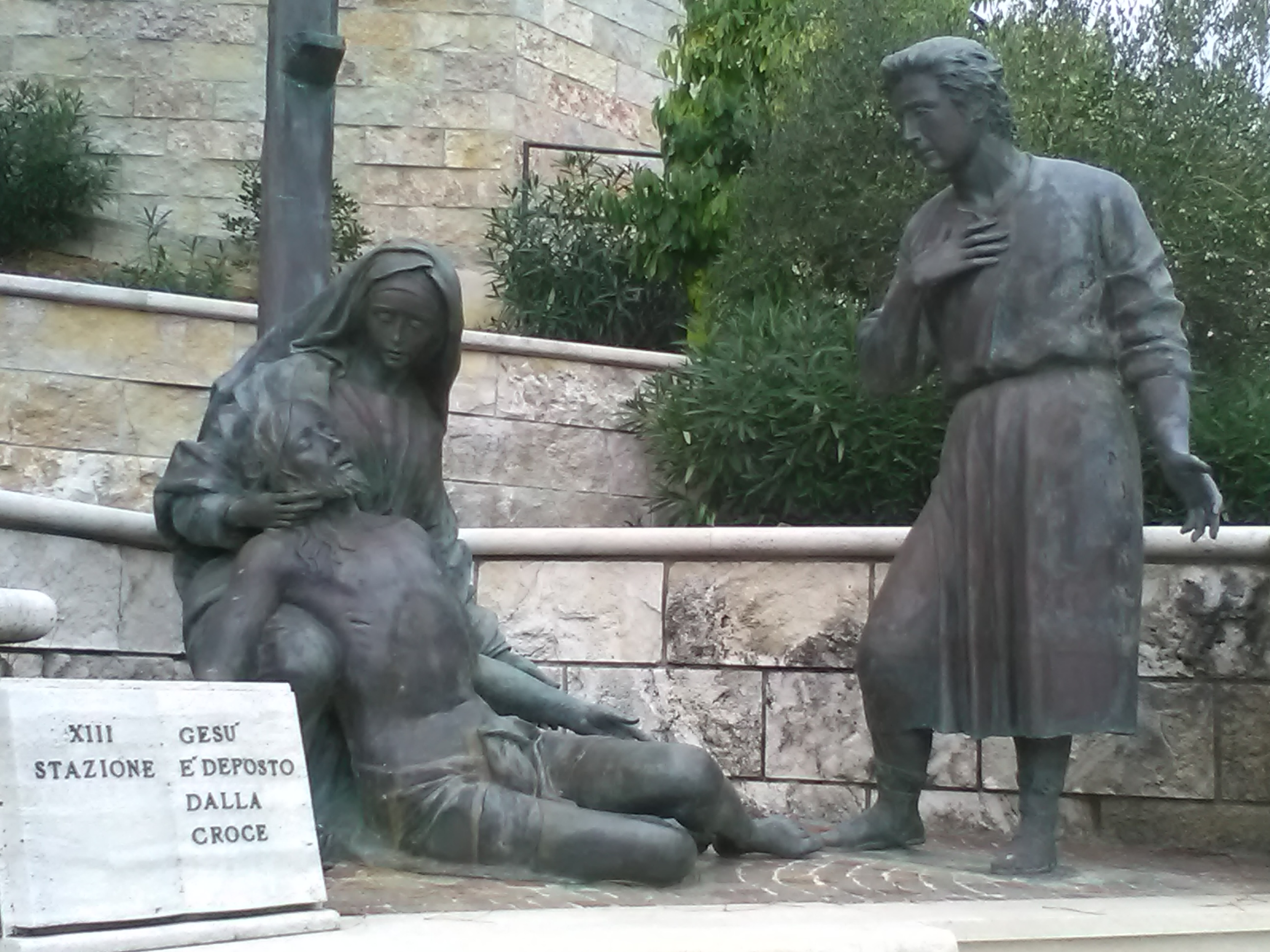
A 13a estação da Via Crúcis em bronze
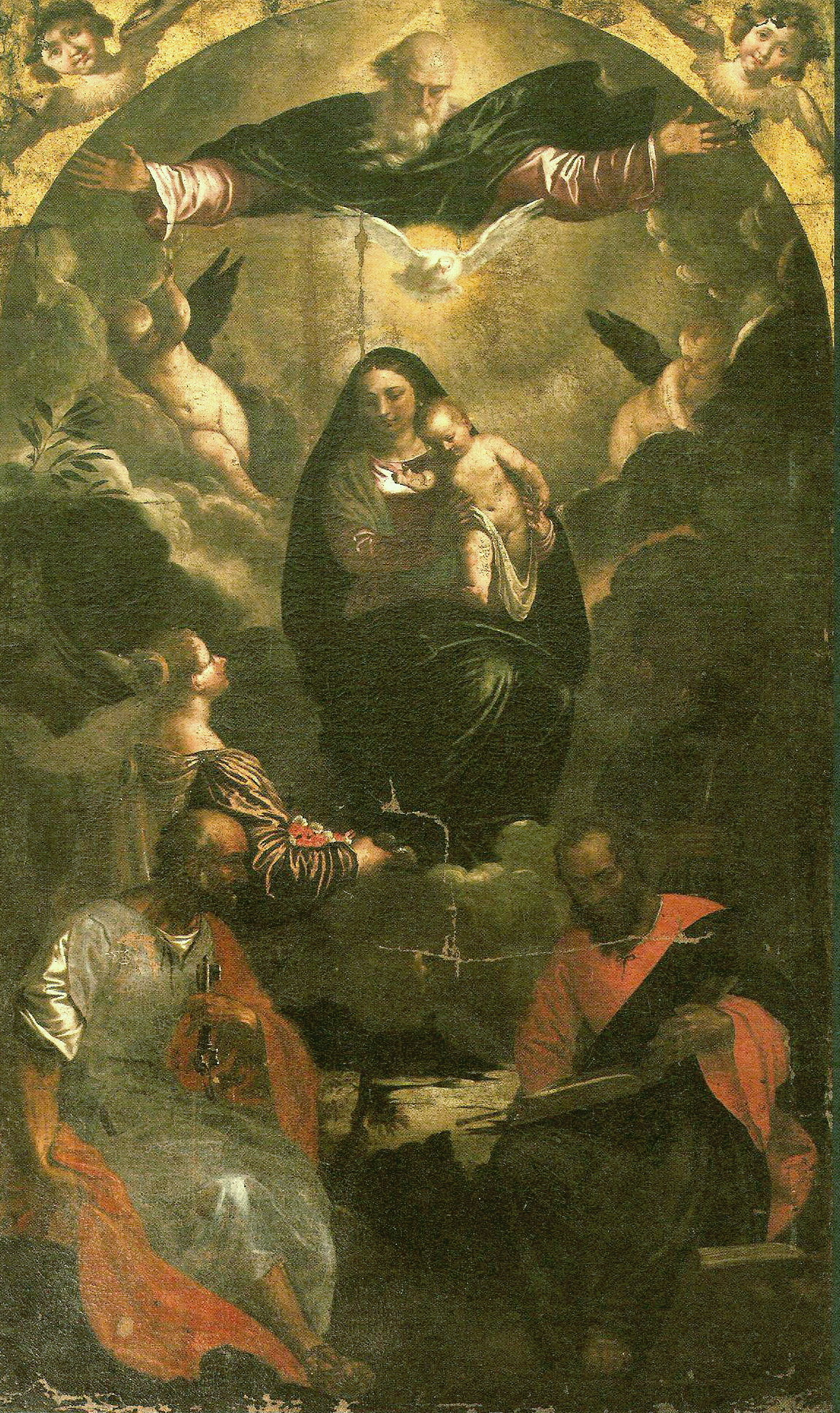
A pintura de Paolo Veronese, na sacristia